# آلبرت بوردمن
آلبرت بوردمن (انگلیسی: Albert Boardman; ۴ دسامبر ۱۸۷۰ – ۱۹۴۳ (۷۲−۷۳ سال)) بازیکن فوتبال اهل بریتانیا بود.
از باشگاه‌هایی که در آن بازی کرده‌است می‌توان به باشگاه فوتبال استوک سیتی و باشگاه فوتبال پورت ویل اشاره کرد.